# Rachel Bloom
Rachel Leah Bloom (Condado de Los Angeles, 3 de abril de 1987) é uma atriz, comediante, cantora, escritora, produtora e compositora norte-americana. Criou e interpretou a personagem Rebecca Bunch, protagonista da série Crazy Ex-Girlfriend (2015–2019), do canal The CW, pelo qual ganhou um Globo de Ouro, um Critics' Choice Awards, um Prêmio TCA e um Emmy.
Bloom tornou-se conhecida pela primeira vez por seus vídeos musicais de comédia no YouTube, incluindo o vídeo indicado ao Hugo Award, "Fuck Me, Ray Bradbury". Ela também apareceu em filmes, incluindo Most Likely to Murder (2018), The Angry Birds Movie 2 (2019), e Trolls World Tour (2020). Seu show solo virou comédia especial Rachel Bloom: Death, Let Me Do My Special estreou na Netflix em 15 de outubro de 2024, após temporadas bem-sucedidas Off-Broadway em ambos Orpheum Theatre (Manhattan) e Lucille Lortel Theatre. Ela também lançou um livro de memórias intitulado I Want To Be Where The Normal People Are, que foi publicado pela Grand Central Publishing em 17 de novembro de 2020.

## Começo da vida
Bloom nasceu em 3 de abril de 1987, em Los Angeles, Califórnia, e cresceu em Manhattan Beach. Ela é filha única de Shelli (nascida Rosenberg), uma musicista, e Alan Bloom, um advogado da área da saúde. Ela é judia.
Ela frequentou escolas públicas de Manhattan Beach, incluindo Mira Costa High School, onde ela estava envolvida no programa de teatro da escola. Bloom disse que usou a performance como uma forma de tentar se encaixar. Em 2009, Bloom se formou na Universidade de Nova Iorque, Tisch School of the Arts com um bacharelado em Belas Artes em Teatro. Enquanto estava na NYU, ela foi redatora-chefe e diretora do grupo de comédia de esquetes da escola, Hammerkatz. Durante a faculdade, Bloom se apresentou pela primeira vez no Upright Citizens Brigade Theatre em Nova York com o grupo e, mais tarde, sozinha, em Los Angeles. Ela foi colega de quarto da comediante Ilana Glazer depois da faculdade no Brooklyn.

## Carreira
Bloom gravou um vídeo para sua música original "Fuck Me, Ray Bradbury" em abril de 2010 e foi lançado antes do aniversário de 90 anos do escritor em agosto daquele ano. A música foi inspirada na releitura de Bloom de seu livro favorito de Bradbury, The Martian Chronicles. Feito como uma paródia teen pop mas em homenagem a Bradbury, o vídeo viral em seu canal do Youtube, "RachelDoesStuff" teve mais de 600 mil visualizações em sua primeira semana de lançamento e Bloom ganhou seguidores com ele e seus vídeos subsequentes. O vídeo foi finalista ao prêmio Hugo em 2011. Uma foto de Bradbury, postada online em 21 de agosto de 2010, pretendia mostrá-lo assistindo ao vídeo.
Na faculdade, ela trabalhou como estagiária de redação em Saturday Night Live e em 2012, ela fez um teste sem sucesso para o show. O vídeo de audição que ela enviou incluía uma piada como Katharine Hepburn fazendo a voz para Bugs Bunny em Space Jam.

Bloom lançou seu primeiro álbum de comédia musical, Please Love Me, em 13 de maio de 2013. Ele apresentou as canções virais "Fuck Me, Ray Bradbury" e "You Can Touch My Boobies". Seu segundo álbum, Suck It, Christmas, foi uma colaboração com Dan Gregor (seu marido) e Jack Dolgen. Lançado em 19 de novembro de 2013, o álbum é um olhar cômico sobre o Chanucá com músicas incluindo "Chanukah Honey". Bloom deu a voz de Princesa Peach na música "Luigi's Ballad" no álbum de estreia de Starbomb, lançado em dezembro de 2013. 

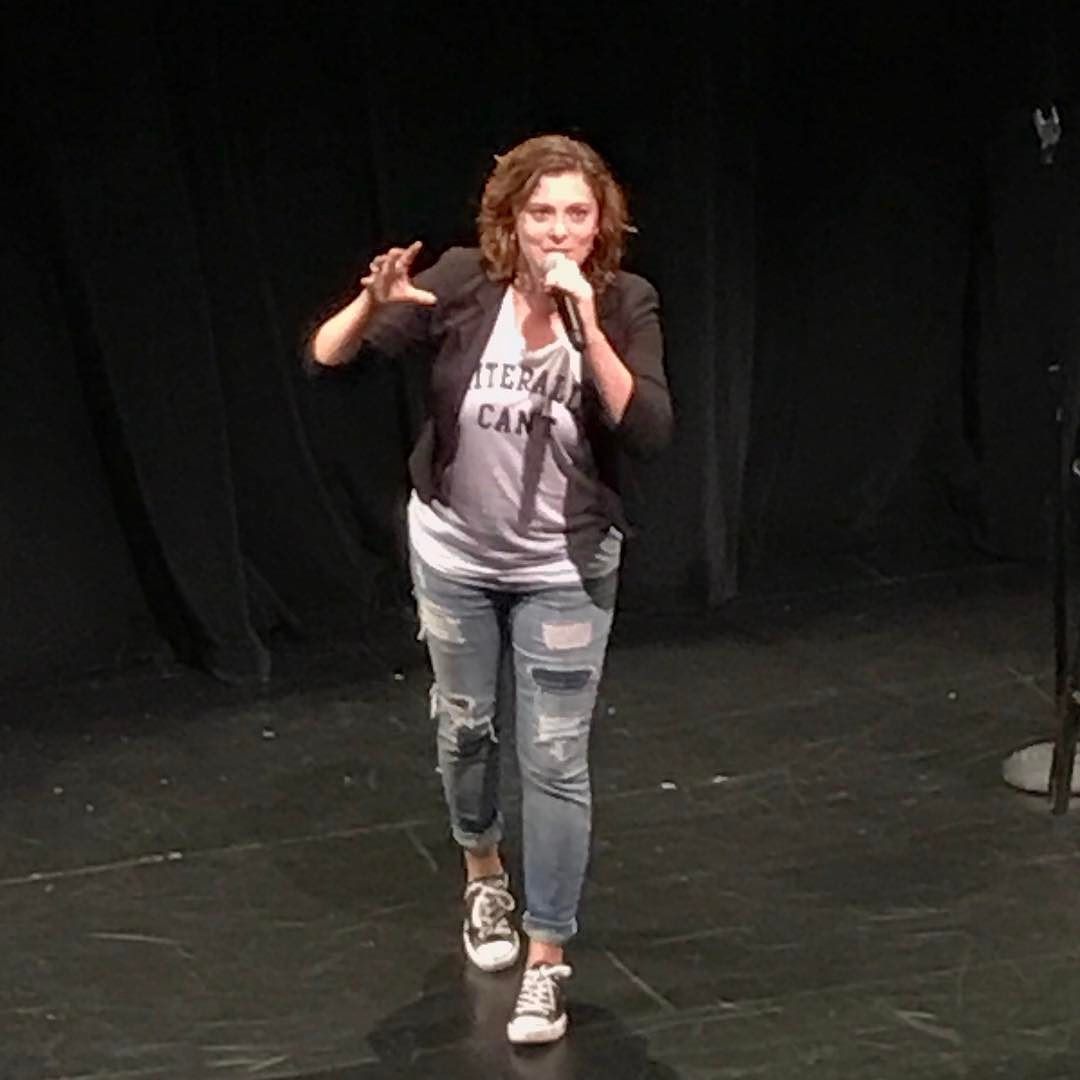
Bloom no SF Sketchfest de 2017.

Bloom também trabalhou como roteirista de televisão em Allen Gregory e Frango Robô.
Em 7 de maio de 2015, Bloom filmou um piloto de meia hora para a Showtime com a co-produçãi executiva de Aline Brosh McKenna (O Diabo Veste Prada), dirigido por Marc Webb. Foi finalmente selecionado pela The CW para a temporada de outono de 2015–2016. Crazy-Ex Girlfriend se tornou uma série de uma hora de duração aclamada pela crítica com conteúdo mais amigável à rede quando fez a transição do cabo para a TV aberta e apresenta números musicais. O show estreou em 12 de outubro de 2015 e durou até 2019.
Bloom co-estrelou o filme Most Likely to Murder, ao lado de Adam Pally e Vincent Kartheiser. O filme foi dirigido por Dan Gregor, marido de Bloom. Estreou no SXSW Film Festival em março de 2018 e foi lançado na Digital e on demand em maio de 2018.
Bloom e seu cachorro resgatado Wiley apareceram juntos em uma publicidade #AdoteAmorPuro para o Shelter Pet Project que começou a ser exibido em 2019.
Em novembro de 2020, foi anunciado que Bloom lançaria um livro de memórias, intitulado I Want To Be Where The Normal People Are, publicado pela Grand Central Publishing. O livro foi lançado em 17 de novembro de 2020. Ele explora as próprias lutas de saúde mental de Bloom e suas experiências com bullying, tanto quando criança e como adulto na indústria do entretenimento. 
Em 2022, Bloom co-estrelou o programa da Hulu, Reboot (2022 TV series), no qual ela interpretou “Hannah”, a filha amarga e colega de trabalho do personagem de Paul Reiser. A série, que estreou em setembro de 2022, foi criada por Steven Levitan, e foi indicada ao Critics Choice Award de Melhor Série de Comédia, e Bloom foi indicada para um prêmio HCA TV de 2023 de Melhor Atriz Coadjuvante em Série de Comédia em Streaming.
Em 2022, Bloom começou a fazer turnê pelo país com um novo standup/storytelling/musical chamado Death, Let Me Do My Show. Em seguida, foi exibido off-Broadway no Lucille Lortel Theatre em setembro de 2023 com aclamação da crítica. O show recebeu uma segunda temporada off-Broadway no Orpheum Theatre (Manhattan) em dezembro de 2023. Bloom foi co-nomeado para uma Drama Desk Award para Letras Originais em 2024.
Seu especial na Netflix, Death, Let Me Do My Special, foi adaptado do show off-Broadway e estreou na Netflix em 15 de outubro de 2024.

### Crazy Ex-Girlfriend
Em 7 de maio de 2015, Bloom filmou um piloto de meia hora para a Showtime com coprodução executiva de Aline Brosh McKenna (The Devil Wears Prada), dirigido por Marc Webb. Foi selecionada pela The CW para a temporada de outono de 2015–2016. Crazy-Ex Girlfriend tornou-se uma série de uma hora de duração aclamada pela crítica com conteúdo mais amigável à rede quando mudou do cabo para a TV aberta.